# 彼得·诺蒂格
彼得·诺蒂格（挪威語：Petter Northug，1986年1月6日—），挪威男子越野滑雪运动员。他曾代表挪威参加2010年和2014年冬季奥林匹克运动会越野滑雪比赛，获得二枚金牌、一枚银牌和一枚铜牌。